# Grand Prix Formule 1 van Monaco 1980
De Grand Prix Formule 1 van Monaco 1980 werd gehouden op 18 mei 1980 in Monaco.

## Uitslag
| Positie | Nummer | Rijder                | Team           | Ronden | Tijd/Opgave      | Startplaats | Punten |
| ------- | ------ | --------------------- | -------------- | ------ | ---------------- | ----------- | ------ |
| 1       | 28     | Carlos Reutemann      | Williams-Ford  | 76     | 1:55:34.365      | 2           | 9      |
| 2       | 26     | Jacques Laffite       | Ligier-Ford    | 76     | +1:13.629        | 5           | 6      |
| 3       | 5      | Nelson Piquet         | Brabham-Ford   | 76     | +1:17.726        | 4           | 4      |
| 4       | 30     | Jochen Mass           | Arrows-Ford    | 75     | +1 Ronde         | 15          | 3      |
| 5       | 2      | Gilles Villeneuve     | Ferrari        | 75     | +1 Ronde         | 6           | 2      |
| 6       | 20     | Emerson Fittipaldi    | Fittpaldi-Ford | 74     | +2 Rondes        | 18          | 1      |
| 7       | 11     | Mario Andretti        | Lotus-Ford     | 73     | +3 Rondes        | 19          |        |
| 8       | 29     | Riccardo Patrese      | Arrows-Ford    | 73     | +3 Rondes        | 11          |        |
| 9       | 12     | Elio de Angelis       | Lotus-Ford     | 68     | Ongeluk          | 14          |        |
| NC      | 9      | Jan Lammers           | ATS-Ford       | 64     | Niet geklasseerd | 13          |        |
| NF      | 25     | Didier Pironi         | Ligier-Ford    | 54     | Ongeluk          | 1           |        |
| NF      | 16     | René Arnoux           | Renault        | 53     | Ongeluk          | 20          |        |
| NF      | 22     | Patrick Depailler     | Alfa Romeo     | 50     | Motor            | 7           |        |
| NF      | 1      | Jody Scheckter        | Ferrari        | 27     | Handling         | 17          |        |
| NF      | 15     | Jean-Pierre Jabouille | Renault        | 25     | Versnellingsbak  | 16          |        |
| NF      | 27     | Alan Jones            | Williams-Ford  | 24     | Differentieel    | 3           |        |
| NF      | 23     | Bruno Giacomelli      | Alfa Romeo     | 0      | Ongeluk          | 8           |        |
| NF      | 3      | Jean-Pierre Jarier    | Tyrrell-Ford   | 0      | Ongeluk          | 9           |        |
| NF      | 8      | Alain Prost           | McLaren-Ford   | 0      | Ongeluk          | 10          |        |
| NF      | 4      | Derek Daly            | Tyrrell-Ford   | 0      | Ongeluk          | 12          |        |
| NQ      | 7      | John Watson           | McLaren-Ford   |        |                  |             |        |
| NQ      | 31     | Eddie Cheever         | Osella-Ford    |        |                  |             |        |
| NQ      | 17     | Geoff Lees            | Shadow-Ford    |        |                  |             |        |
| NQ      | 21     | Keke Rosberg          | Fittpaldi-Ford |        |                  |             |        |
| NQ      | 6      | Ricardo Zunino        | Brabham-Ford   |        |                  |             |        |
| NQ      | 14     | Tiff Needell          | Ensign-Ford    |        |                  |             |        |
| NQ      | 18     | Dave Kennedy          | Shadow-Ford    |        |                  |             |        |

## Statistieken
| Pole-position | Didier Pironi    | Ligier-Ford   | 1:24.813 |
| Snelste ronde | Carlos Reutemann | Williams-Ford | 1:27.418 |

## Noot
- Eerste pole position voor Didier Pironi.
- Tiende Grand Prix-winst voor Carlos Reutemann.

1929 · 1930 · 1931 · 1932 · 1933 · 1934 · 1935 · 1936 · 1937 · 1948 · 1950 · 1955 · 1956 · 1957 · 1958 · 1959 · 1960 · 1961 · 1962 · 1963 · 1964 · 1965 · 1966 · 1967 · 1968 · 1969 · 1970 · 1971 · 1972 · 1973 · 1974 · 1975 · 1976 · 1977 · 1978 · 1979 · 1980 · 1981 · 1982 · 1983 · 1984 · 1985 · 1986 · 1987 · 1988 · 1989 · 1990 · 1991 · 1992 · 1993 · 1994 · 1995 · 1996 · 1997 · 1998 · 1999 · 2000 · 2001 · 2002 · 2003 · 2004 · 2005 · 2006 · 2007 · 2008 · 2009 · 2010 · 2011 · 2012 · 2013 · 2014 · 2015 · 2016 · 2017 · 2018 · 2019 · 2020 · 2021 · 2022 · 2023 · 2024 · 2025